# General Roca megye (Río Negro)
General Roca egy megye Argentína középpontjától délre, Río Negro tartományban. Székhelye General Roca.

## Népesség
A megye népessége a közelmúltban a következőképpen változott:
| Év   | Lakosság |
| ---- | -------- |
| 2001 | 279 787  |
| 2010 | 320 921  |